# Samorost
A Samorost egy kaland és puzzle stílusú, Adobe Flash alapú videójáték, amit az Amanita Design készített el. Habár a játék elég egyszerű, mégis kiemelkedik a többi flash játék közül szürreális grafikájával és a könnyen megjegyezhető eseményeivel.
A játék folytatását, a Samorost 2-t három díjra jelölte a GameShadow a „Videójáték-újítások” díjkategóriában: Legjobb Játék, Legjobb Új Karakter és Legjobb Vizuális Effektek. 2007-ben megnyerte a Webby-t a játékok kategóriájában.

## Játékmenet
A játék Samorost címe cseh nyelven van, amely magyarul úsztatott fát jelent. A játékos csak az egérrel irányítja a játék főhősét, aki egy fehér sapkás, barna csizmás kis emberke (Dvorsky csak „törpének” hívja). Az első rész lényege az, hogy meg kell előzni annak az űrhajónak a becsapódását, amely épp a törpe lakhelye felé száguld. A Samorost első részének kiadása után megjelent a második rész is, Samorost 2 címen, amelyben vissza kell szereznünk a főhős elrabolt kutyáját.
A játék szürrealista atmoszférája különféle technológiai és természeti témákkal, továbbá kreatív karakterekkel és egyedülálló zenékkel keveredik. Gyakran szerepelnek a játékban kisebb tárgyakról készített fényképek nagyobb felbontásban és a játék zenéje elérhető az iTunes-on is.
Dvorsky webfejlesztő ügynökségét az Amanita Designt Dvorsky szülővárosában, Brnóban alapították. A sorozat első része ingyenesen játszható az interneten, viszont a második rész letöltéséért már fizetni kell, de akár CD-n is meg lehet venni.